# Cshonthe
A cshonthe a kínai buddhista tientaj iskola koreai változata.  A tientai több ízben is eljutott Koreába, mielőtt Uicshon (1055-1101) koreai buddhista szerzetes megalapította a független cshonthe iskolát a Korjo állam területén.
Uicshon befolyásosságának köszönhetően a cshonthe hatalmas erőt képviselt az állam területén előforduló buddhista iskolák között. Miután 1086-ban hazatért Szung-dinasztia korabeli Kínából a vallási konfliktus enyhítésén fáradozott a kjo (教) és a szon (禪) iskolák között. Úgy vélte, hogy a cshonthe megoldást jelenthet a tanbeli feszültségek lecsökkentésére. A cshonthe a Lótusz szútrát tekinti Buddha legjelentősebb tanításának. A cshonthe tanítások szerint az érzékszervekkel tapasztalható világ a dharma (a világegyetem törvényei) kifejeződése, amely a megvilágosodás lehetőségét is tartalmazza. Ez megmagyarázza a cshonthe templomokban található extravagáns, színes oltárokat, amelyek jelentősen eltérnek a szon (zen) iskolák aszkéta jellegétől.
A chonthe javarészt beolvadt a dzsokje rend hagyományába, jóllehet egy független iskola is fennmaradt, amelynek mintegy kétmillió követője van Koreában. Az iskola központja Észak-Cshungcshong tartományban van Tanjang megye közelében. Az iskolához tartozik továbbá egy egyetem is, a Kumkang Egyetem.